# Jorge Falcón (cantante)
Luis Ángel Iglesias (Buenos Aires, 14 de octubre de 1949 - Buenos Aires, 2 de julio de 1987) conocido artísticamente como Jorge Falcón, fue un cantante argentino de tango.

## Biografía
Nació en la Maternidad Sardá, en el barrio de Parque Patricios de Buenos Aires. Desde muy niño le gustó cantar. Interpretaba temas, ya sea en reuniones familiares o en el Instituto Brown, donde cursaría sus estudios primarios.  

## Carrera artística

### Ingreso en Agrupaciones musicales y orquestas
Su primer simple lo grabó a los trece años, en Mar del Plata. Luego ganó un concurso en Canal 7 interpretando Malevo. Estudió contaduría (que no terminó), guitarra, actuación y vocalización; esto último con Bonezi, el maestro de Gardel. Se casó con Alicia Capuzzo, con quien tuvo un hijo llamado Adrián. Integró las agrupaciones Tango 5, Buenos Aires 5 y las orquestas de Jorge de Luca y Gabriel Clausi, y grabó su primer disco de manera profesional. 
Posteriormente se incorporó a la orquesta de Héctor Varela, donde llegó al éxito y la consagración. Luis Ángel Iglesias, por iniciativa de Varela, pasó a llamarse, Jorge Falcón y su debut se produjo el 12 de octubre de 1976. Cantó a dúo primero con Fernando Soler y luego con Diego Solís. Grabó para el sello Microfón más de 20 temas, algunos a dúo. En el primer larga duración (1977), registró su primer éxito comercial: la milonga Azúcar, pimienta y sal (música de Ernesto "Titi" Rossi y Héctor Varela, y letra de Abel Aznar), a dúo con Fernando Soler. Posteriormente, y por invitación del mismo Varela, comienza su carrera como solista.

### 1982-86: Carrera como solista
Apenas iniciado su período solista, Falcón fue contratado por el sello CBS para iniciar allí sus grabaciones. El primer álbum, editado en 1982, tuvo como acompañante al bandoneonista Ernesto "Titi" Rossi, músico y arreglador de Héctor Varela. Además, fue invitado por la cantante María Graña a grabar una versión de El día que me quieras. Al poco tiempo, inició sus apariciones televisivas en un programa conducido por el cantor Enrique Dumas y en Grandes Valores del Tango, presentado por Silvio Soldán.
En 1984 editó su disco más exitoso, El amor desolado, con arreglos y dirección de Raúl Plate y dirección artística de Soldán.
A este material le sigue el último, Para todos con amor, publicado en 1986 y acompañado por José Colángelo.

## Salud y fallecimiento
En 1986, el cantante sufrió un accidente automovilístico y, tiempo después, se desmayó en medio de una presentación en la ciudad de Rosario, por lo que fue internado en una clínica local. Se dijo que el desmayo era producto del choque que había sufrido, pero en realidad, todo se debía, incluso aquel choque, a su delicado estado de salud, pues tenía cáncer. Fue intervenido quirúrgicamente pero, a pesar del tratamiento médico, el tanguero falleció al amanecer del jueves 2 de julio de 1987, en el Sanatorio de Artistas de Variedades del barrio porteño de San Telmo.

## Discografía

### Álbumes de estudio
- 1982: La noche, el tango y el amor
- 1984: El amor desolado
- 1986: Para todos... con amor

### Álbumes recopilatorios
- 1987: 20 Grandes Éxitos
- 1992: El amor desolado (Reedición)
- 1994: La historia de un ídolo - Volumen 1
- 1995: Héctor Varela con Jorge Falcón
- 1995: Lo Mejor de lo Mejor - Héctor Varela y su Orquesta - Canta: Jorge Falcón
- 1996: Héctor Varela con Jorge Falcón - 20 Grandes Éxitos
- 1997: Mis 30 Mejores Tangos
- 2003: 20 Grandes Éxitos
- 2003: Los Esenciales
- 2004: De colección
- 2004: Inolvidable
- 2009: Los Elegidos